# Stenochroma punctigera
Stenochroma punctigera är en skalbaggsart som först beskrevs av Francis Polkinghorne Pascoe 1869.  Stenochroma punctigera ingår i släktet Stenochroma och familjen långhorningar. Inga underarter finns listade i Catalogue of Life.